# ناحیه هدی‌هات
ناحیهٔ هِدی‌هات (به مجاری:  Hegyháti járás) یک ناحیه در مجارستان است که در بارانیا واقع شده‌است و ۳۶۰٫۷۲ کیلومتر مربع مساحت و ۱۲٬۷۴۴ نفر جمعیت دارد.